# 越路バスストップ
越路バスストップ（こしじバスストップ）は、新潟県長岡市浦の関越自動車道上にある高速バス停留所。長岡南越路スマートインターチェンジ内に設置されている。
同スマートICの建設工事のため、2008年7月10日からIC供用開始日の2009年9月24日まで休止扱いとなり全便通過とし、翌9月25日より運用を再開した。

## 停車路線

### 県外線
新潟発は乗車のみ、新潟行は降車のみの扱い。
- 東京・大宮 - 長岡・新潟線（バスタ新宿・池袋駅東口 - 万代シテイバスセンター）
小千谷BS - 越路BS - 長岡北BS
一部の便は当停留所を通過する。

### 県内線
- 【ときライナー】Ｔ 十日町線
片貝BS - 越路BS - 長岡北BS

## 主な付帯施設
下り停留所（新潟・富山方面）に駐車場が隣接している。

## 隣
E17 関越自動車道
(20)小千谷IC - 山谷PA - 片貝BS - (20-1)長岡南越路スマートIC/越路BS - (21)長岡IC

## 周辺
- 来迎寺駅 - 西へ約1.2km